# Bloque Obrero Comunista de Andalucía
Bloque Obrero Comunista de Andalucía (BOCA) fue un partido político español del municipio de Jódar.

## Historia
BOCA fue fundado por Cristóbal Jiménez Ramírez —primer alcalde democrático de Jódar por el PCE tras las municipales de 1979— tras la ruptura con el Partido Comunista de los Pueblos de España (PCPA), siendo registrado como partido político el 25 de febrero de 1998.
Ha participado en las elecciones municipales de 1999 y 2003 en el municipio de Jódar. En 1999 consigue 435 votos (6.46 %) y un concejal en el pleno municipal. En 2003 consigue 495 votos (7.08 %) manteniendo un único concejal.
BOCA ha apoyado en todas las ocasiones al Gobierno municipal de Izquierda Unida (IU). En enero de 2004 hubo una ruptura entre BOCA e IU, después de qué IU tuviese que buscar el apoyo del Partido Popular (PP). Más tarde en 2006, el partido se integra en Izquierda Unida.

## Resultados electorales
| Comicios | Candidato                 | # de votos | % de votos | Concejales | Notas |
| -------- | ------------------------- | ---------- | ---------- | ---------- | ----- |
| 1999     | Cristóbal Jiménez Ramírez | 435        | 6.46 %     | 1/17       | [ 4 ] |
| 2003     | Cristóbal Jiménez Ramírez | 495        | 7.08 %     | 1/17       | [ 5 ] |